# طب النزاعات والكوارث
يعرف طب النزاعات والكوارث على أنه اختصاص طبي صغير يتعامل مع المناطق التي تحدث فيها كوارث سواء كانت كوارث طبيعية أو بفعل الإنسان.مؤخراً، شارك العديد من متخصصي الرعاية الصحية في أزمة الإيبولا عام 2014. إن طب النزاعات والكوارث هو شكل متخصص من أشكال المساعدة الإنسانية.

## التاريخ
ظل طب النزاعات والكوارث يعمل بشكل غير رسمي لسنوات عديدة لاعتباره من اختصاص المنظمات العسكرية أو الحكومية لحفظ السلام مثل الأمم المتحدة.يعتبر اختصاص طبي صغير، ومن الناحية المدنية ظل يعمل بشكل غير رسمي لسنوات عدة.في السنوات الأخيرة، أصبح طب النزاعات والكوارث يعمل بشكل رسمي، وفي عام 2005 شكلت كل من جمعية الصيدلة والجمعية الملكية للطب هيئة تدريس ومنتدى للنقاش على التوالي.

## المنظمات التي تعمل في تعليم طب النزاعات واالكوارث
- كلية طب النزاعات والكوارث
- الجمعية الملكية للطب

### المؤهلات لطب النزاعات والكوارث
نظراً لكونه اختصاص صغير، هناك عدد قليل من المؤهلات السائدة في مجال طب النزاعات والكوارث.على أي حال، هناك عدد من فرص التريب ومؤهلات الدراسات العليا التي تقدمها جمعية الصيدلة تسمى دبلوم الرعاية الطبية للكوارث.

## المنظمات التي تعمل في بيئة النزاعات والكوارث
- منظمة RedR
- منظمة أطباء بلا حدود

## وصلات خارجية
- RedR Homepage